# Strophurus rankini
Espèce
Synonymes
- Diplodactylus rankini Storr, 1979

Strophurus rankini est une espèce de geckos de la famille des Diplodactylidae.

## Répartition
Cette espèce est endémique d'Australie-Occidentale.

## Étymologie
Cette espèce est nommée en l'honneur de l'herpétologiste australien Peter Rankin,.

### Publication originale
- Storr, 1979 : Five new lizards from Western Australia. Records of the Western Australian Museum, vol. 8, no 1, p. 134-142 (texte intégral).